# Salomon van Abbé
Salomon van Abbé (1883-1955) est un graveur et illustrateur britannique de livres et de magazines. Il est aussi connu sous les noms de Jack van Abbé, Jack Abbey ou C. Morse.

## Jeunesse et formation
Abbé est né 31 juillet 1883 aux Pays-Bas, à Amsterdam, et quand sa famille déménage en Angleterre, il est âgé de cinq ans et est naturalisé citoyen britannique.
Plus tard, il ajoute à son patronyme un accent. Il étudie l'art dans différentes institutions publiques londoniennes, telles que le People's Palace, le Toynbee Hall, la Central School of Art and Design (en). Il étudie la gravure à la London County School of Photo-engraving and Lithography située à Bolt Court, où il rencontre Edmund Blampied, Robert Charles Peter (1888-1980) et John Nicolson (1891-1851) – tous étudiants en gravure.

## Membre et récompense
En 1923, Abbé est élu membre associé de la Royal Society of Painters, Etchers and Engravers. 
Il est membre de la Royal Society of British Artists (RBA), président du London Sketch Club (en), une association d'illustrateurs et de graphistes, et membre de l'Art Workers' Guild.
Il expose plusieurs fois au Salon des artistes français (Paris) et est récompensé de la médaille de bronze au Salon de 1939.

## Œuvre
Salomon van Abbé est réputé pour ses eaux-fortes représentant des avocats et des professionnels du droit. Il signe la plupart de ses illustrations commerciales « Abbey » ou « S. Abbey » pour ne pas être confondu avec son frère Joseph van Abbé (1889–1954), également artiste, qui lui signe « J. Abbey ». Salomon van Abbé utilise parfois le pseudonyme « C. Morse », à cause de problèmes avec ses éditeurs.
Une grande partie du travail graphique de Van Abbé concerne les jaquettes de livres pour des éditeurs britanniques comme Ward Lock & Co, Collins, Thomas Nelson, Thornton Butterworth, Methuen, John Murray, Skeffingtons, Hamish Hamilton, Nash and Grayson et Herbert Jenkins. Il est le designer attitré des couvertures de fameuses collections publiées dans les années 1920 comme « Le Saint » de Leslie Charteris mais aussi d'Agatha Christie,  et les deux premiers romans de Dorothy L. Sayers (chez T. Fisher Unwin). Dans les années 1950, il illustre de nombreux livres pour enfants publiés chez J. M. Dent, dont L'Île au trésor, les contes de Tanglewood, Les Quatre Filles du docteur March...
Des toiles de Van Abbé sont présentes dans les collections nationales de Grande-Bretagne, comme la Royal Academy of Music et le National Army Museum. 
Il meurt le 28 février 1955 à Londres.

## Famille
Salomon van Abbé épouse Hannah Wolff (1892–1973) le 3 août 1914 à Stoke Newington (Grand Londres). Ils ont deux fils, Derek Maurice (1917–1982) et Norman (1921–2003). Sa sœur Marianne (1887–1986) épousa l'artiste Edmund Blampied.